# Мисочка Віктор Олександрович
Ві́ктор Олекса́ндрович Ми́сочка (нар. 30 квітня 1975, Дібрівка — 2022) — старший сержант Збройних сил України, учасник російсько-української війни.

## Життєпис
В 1990 році закінчив Михайлівську неповну середню школу. Продовжив навчання в Синельниківському ПТУ № 38, здобувши професію водія електронавантажувача III розряду.
З жовтня 1994 року проходив строкову службу в лавах Збройних Сил України.
Потім — повернувся до рідного села, де працював в КСП ім. Котовського.
5 березня 2022 року був призваний на військову службу по мобілізації в особливий період та  направлений на фронт в лави військової частини А 1302, служив номером обслуги третього механізованого відділення другого механізованого взводу восьмої механізованої роти третього механізованого батальйону солдатом.
Захищав Батьківщину до останнього подиху та загинув 9 жовтня 2022 року під час виконання бойових завдань по захисту України поблизу населеного пункту Соледар Донецької області. Вдома на Віктора не дочекалися близькі й рідні люди.
Віктор Мисочка був мужнім воїном та справжнім патріотом України.[ненейтрально]

## Нагороди
- За особисту мужність і самовіддані дії, виявлені у захисті державного суверенітету та територіальної цілісності України, зразкове виконання військового обов'язку Указом Президента України № 162/2023 від 17 березня 2023 року Мисочка Віктор Олександрович нагороджений орденом «За мужність» III ступеня (посмертно).